# Jouko Karjalainen
Pour les articles homonymes, voir Karjalainen (homonymie).
Jouko Karjalainen, né le 27 juillet 1956 à Kajaani, est un coureur finlandais du combiné nordique.

## Biographie
Ses plus grands succès ont lieu aux Jeux olympiques : il y remporte deux médailles d'argent en individuel. En 1980, à Lake Placid, il réalise le meilleur temps en ski de fond, mais ne peut détroner Ulrich Wehling, meilleur en saut et triple champion olympique désormais. En 1984, à Sarajevo, il est encore le plus rapide en ski, mais Tom Sandberg, vainqueur de la Coupe du monde s'impose devant Karjalainen.
En 1978, où il obtient sa première sélection en championnat du monde (8e), il se classe deuxième du combiné au Festival de ski de Holmenkollen, derrière son compatriote Rauno Miettinen qui gagne pour la cinquième fois. Un an plus tard, il est troisième et s'impose finalement en 1981. À Holmenkollen encore, il remporte la médaille d'argent à l'épreuve par équipes des Championnats du monde 1982 avec Miettinen et Jorma Etelälahti, à égalité avec les Norvégiens, tandis qu'il arrive quatrième en individuel. Dans les Championnats du monde, il remporte trois autres médailles, en argent par équipes en 1984 à Rovaniemi et deux médailles de bronze en 1985 à Seefeld en individuel et par équipes.
Dans la Coupe du monde, créée en 1983-1984, il obtient une quatrième place comme meilleur résultat en décembre 1983 à Seefeld et une deuxième place au sprint par équipes en 1988 à Lahti.
Il est soldat de profession et devient aussi entraîneur, s'occupant de l'équipe finlandaise de combiné entre 1998 et 2002, ainsi qu'entre 2006 et 2008.

## Palmarès

### Jeux olympiques
| Épreuve / Édition | Lake Placid 1980 | Sarajevo 1984 |
| Individuel        | Argent           | Argent        |

### Championnats du monde
| Épreuve / Édition | Lahti 1978 | Oslo 1982 | Rovaniemi 1984 | Seefeld 1985 |
| Individuel        | 8e         | 4e        |                | Bronze       |
| Par équipes       |            | Argent    | Argent         | Bronze       |

### Coupe du monde
- Meilleur classement général : 14e en 1984.
- Meilleur résultat individuel : 4e.
- 1 podium en sprint par équipes : 1 deuxième place.

#### Classements en Coupe du monde
| Année     | Classement général final |
| 1983-1984 | 14e                      |
| 1984-1985 | 18e                      |

### Festival de ski de Holmenkollen
Il compte 3 podiums : 1 victoire, 1 deuxième place et 1 troisième place.